# Староабашево
Староабашево — посёлок в Новокузнецком районе Кемеровской области. Входит в состав Центрального сельского поселения.

## География
Центральная часть населённого пункта расположена на высоте 213 метров над уровнем моря.

## Население
По данным Всероссийской переписи населения 2010 года, в посёлке Староабашево проживает 189 человек (104 мужчины, 85 женщин).

## Организации
Hotel & SPA Kedrovka.